# Mariano Araus
Mariano Araus y Pérez (Jaca, 1836-Madrid, 1901) fue un periodista y político español.

## Biografía
Nacido el 21 de noviembre de 1836 en la localidad oscense de Jaca, fundó en Zaragoza El Demócrata Aragonés en 1855 y en Madrid La Nueva España (1860) y la Agencia Peninsular, junto con José Fernando González. Más adelante se involucró también en El Imparcial primero y El Liberal después, habiendo desempeñado la dirección de este último. En los años que precedieron a la revolución de 1868, cultivó el periodismo clandestino revolucionario, redactando, imprimiendo él mismo en ocasiones, y circulando un Boletín que mantenía vivas las relaciones entre los emigrados después de los sucesos del 22 de junio de 1866 y los demócratas que seguían conspirando en Madrid. Durante la tercera guerra carlista estuvo en las batallas de Somorrostro, donde además de combatir ejerció como periodista y enfermero. Araus, que obtuvo escaño de diputado a Cortes por Jaca en las elecciones de agosto de 1872, falleció el 28 de febrero de 1901 en Madrid.